# Аленіно (Владимирська область)
Аленіно (рос. Аленино) — присілок у Кіржацькому районі Владимирської області Російської Федерації.
Входить до складу муніципального утворення Філіпповське сільське поселення. Населення становить 593 особи (2010).

## Історія
Присілок розташований на землях фіно-угорського народу мещери.
Від 10 квітня 1929 року належить до Кіржацького району, утвореного в складі Александровського округу Івановської промислової області з частини території Александровського повіту Владимирської губернії. З 11 березня 1936 року до 14 серпня 1944 року у складі Івановської області, відтак поселення перейшло до складу новоутвореної Владимирської області.
Згідно із законом від 27 травня 2005 року входить до складу муніципального утворення Філіповське сільське поселення.

## Населення
| 1859 | 1905 | 1926 | 1959 | 1970  | 1979 | 1983 |
| ---- | ---- | ---- | ---- | ----- | ---- | ---- |
| 243  | ↗686 | ↘522 | ↘503 | ↗1035 | ↘910 | ↘836 |
| 2002 | 2010 |      |      |       |      |      |
| ↘680 | ↘593 |      |      |       |      |      |